# بوفالورا دادا
بوفالورا دادا؛ ( لوديجيانو : Bufalòra ) وهي كوموني (بلدية) في مقاطعة لودي التي توجد في منطقة لومباردي الإيطالية، حيث انها تقع على بعد حوالي 30 كيلومتر (19 ميل) من جنوب شرق ميلانو وحوالي 4 كيلومتر (2 ميل) شمال غرب لودي.
وتقع بافولورا دادا على حدود البلديات التالية: زيلو بون بيرسكو وسبينو دادا ودوافيرا، غالغانيانو، لودي، مونتاناسو لومباردو.

## روابط خارجية
- الموقع الرسمي